# 克雷格·费德里吉
克雷格·费德里吉（英語：Craig Federighi，1969年5月27日—）是苹果公司软件工程高级副总裁，主管iOS软件及Mac软件。

## 教育生涯
克雷格·费德里吉是加州大学伯克利分校毕业的電機工程、計數機科學學士及计算机科学硕士，研究方向是VOD系统。

## 生平
他早期在1994年加入NeXT，负责企業物件框架（Enterprise Objects Framework，EOF）系统
。这是一种先驱性的对象-数据库映射（ORM）系统，曾被很多金融企业和电信公司采用。这个项目当时在NeXT系统里十分重要。
1997年跟随乔布斯回到苹果。苹果渐渐地将克雷格负责的EOF系统移入Java，不再单独做发布和介绍。这使他极为失望，离开Apple而投靠了Ariba，曾任副总裁，CTO等职。
2009年时因为Mac OS X软件高级副总裁伯特兰·赛莱特准备离职退休，于是赛莱特便把他从Ariba挖回到Apple，接替自己担任OS X软件部门副总裁。随后他领导开发OS X Lion并取得巨大成功。他再接再厉，用不到一年的时间开发了下一代OS X Mountain Lion。尽管他是部门副总裁，但他仍然与前任Bertrand Serlet一样，直接向CEO汇报工作。
2012年8月27日，在斯科特·福斯特尔離職後，升任Mac软件工程高级副总裁，主管iOS及OS X（macOS）。2012年10月30日改称软件工程高级副总裁。
他在粉絲之間被稱為幽默大師。